# Nova Brasilândia d'Oeste
Nova Brasilândia d'Oeste è un comune del Brasile nello Stato di Rondônia, parte della mesoregione del Leste Rondoniense e della microregione di Alvorada d'Oeste.